# Архимед, скитника
„Архимед, скитника“ (на френски: Archimède le clochard) е драматичен филм от 1959 година на режисьора Жил Гранжие с участието на Жан Габен, копродукция на Франция и Италия.

## Сюжет
Един изискан бездомник, по прякор Архимед (Жан Габен) живее през лятото в завършен наполовина и изоставен строителен обект. Тъй като не желае да му бъде студено през зимата, той решава да попадне в затвора за известно време. За целта, Архимед унижожава едно питейно заведение, но е арестуван само за една седмица. Излязъл отново на свобода, той обещава да намери начин да се върне в затвора.

## В ролите
| Изпълнител   | Роля                                              |
| ------------ | ------------------------------------------------- |
| Жан Габен    | Жозеф Юго Гилем Боатие-Бланвил, по прякор Архимед |
| Пол Франкьор | господин Грегоар, първия барман в кафенето        |
| Дари Коул    | Арсен, втория барман в кафенето                   |
| Бернар Блие  | господин Пишон, новия барман в кафенето           |
| Дора Дол     | госпожа Пишон                                     |
| Габи Басе    | госпожа Грегоар                                   |
| Саша Брике   | Жан-Луп, английския посетител                     |
| Ги Декомбъл  | началника на станцията на градския транспорт      |
| Ноел Рокювер | капитан Бросар, пенсионирания полицейски началник |

## Награди и номинации
- 1959 - Награда „Сребърна мечка“ за най-добър актьор на Жан Габен от Международния кинофестивал в Берлин.
- 1959 - Номинация за „Златна мечка“ за най-добър филм от Международния кинофестивал в Берлин.[2]